# إدوارد أ. ديانا
إدوارد أ. ديانا (بالإنجليزية: Edward A. Diana)‏ هو مدرس أمريكي، ولد في 23 أكتوبر 1948 في ميدلتاون في الولايات المتحدة.